# Giro de Sicilia 2019
La 24.ª edición del Giro de Sicilia fue una carrera de ciclismo en ruta por etapas que se celebró entre el 3 y el 6 de abril de 2019 en Italia con inicio en el municipio de Catania y final en el Monte Etna sobre un recorrido de 708 kilómetros.
En 2019, 42 años después de la última edición, la carrera fue restaurada gracias a un acuerdo entre la región de Sicilia y los organizadores de RCS Sport entrando a formar parte del UCI Europe Tour 2019, dentro de la categoría UCI 2.1.
El vencedor de la prueba fue el estadounidense Brandon McNulty del Rally UHC seguido del francés Guillaume Martin del Wanty-Gobert y el italiano Fausto Masnada del Androni Giocattoli-Sidermec.

## Equipos participantes
Tomaron parte en la carrera 18 equipos: 1 de categoría UCI WorldTeam; 10 de categoría Profesional Continental; y 7 de categoría Continental. Formando así un pelotón de 123 ciclistas de los que acabaron 77. Los equipos participantes fueron:
| WorldTeam- UAE Team Emirates Equipos continentales profesionales (10)- Androni Giocattoli-Sidermec - Bardiani CSF - Delko-Marseille Provence - Gazprom-RusVelo - Israel Cycling Academy - Neri Sottoli-Selle Italia-KTM - Nippo Vini Fantini Faizanè - Rally UHC Cycling - Riwal Readynez - Wanty-Groupe Gobert Equipos continentales (7)- Amore & Vita-Prodir - Coldeportes Bicicletas Strongman - D'Amico-UM Tools - Giotti Victoria-Palomar - Kometa - Sangemini-Trevigiani-MG.Kvis - Team Colpack |
| |

## Recorrido
El Giro de Sicilia dispuso de cuatro etapas para un recorrido total de 708 kilómetros, donde emerge como un reto de gran dificultad por su variado trazado. La primera etapa presenta un recorrido llano óptimo para los esprínteres, la segunda etapa presenta una maratoniana jornada de media montaña por una zona central complicada por el ascenso al pueblo Geraci Siculo por la región de Sicilia, la tercera etapa presenta un final complicado por el encadenado a la subida de Serra di Burgo y la llegada en cuesta al centro urbano de Ragusa (ciudad declarada como Patrimonio de la Humanidad por la Unesco en 2002 denominado «Ciudades del barroco tardío de Val di Noto»); finalmente el broche de oro de la carrera será el final en alto al Monte Etna, hasta los 1.892 metros de altitud donde se ubica el Rifugio Giovanni Sapienza. Una ascensión de 20 kilómetros que inicia desde la población de Nicolosi a más del 7% de media.
| Etapa     | Fecha    | Recorrido                   | type                   | Distancia (km) | Ganador              | Líder                |
| --------- | -------- | --------------------------- | ---------------------- | -------------- | -------------------- | -------------------- |
| 1.ª etapa | 3 de abr | Catania – Milazzo           | etapa llana            | 165            | Riccardo Stacchiotti | Riccardo Stacchiotti |
| 2.ª etapa | 4 de abr | Capo d'Orlando – Palermo    | etapa de media montaña | 236            | Manuel Belletti      | Manuel Belletti      |
| 3.ª etapa | 5 de abr | Caltanissetta – Ragusa      | etapa de media montaña | 188            | Brandon McNulty      | Brandon McNulty      |
| 4.ª etapa | 6 de abr | Giardini-Naxos – Monte Etna | etapa de montaña       | 119            | Guillaume Martin     | Brandon McNulty      |

## Desarrollo de la carrera

### 1.ª etapa
| Catania - Milazzo | etapa llana | (165 km) |

| \| Clasificación de la etapa \| Clasificación de la etapa \| Clasificación de la etapa \| Clasificación de la etapa \| Clasificación de la etapa \| \| Ciclista \| Ciclista \| Equipo \| Tiempo \| \| \| ------------------------- \| ------------------------- \| ----------------------------- \| ------------------------- \| ------------------------- \| \| 1.º \| Riccardo Stacchiotti \| Giotti Victoria-Palomar \| 3 h 48 min 02 s \| \| \| 2.º \| Manuel Belletti \| Androni Giocattoli-Sidermec \| + 0 s \| \| \| 3.º \| Luca Pacioni \| Neri Sottoli-Selle Italia-KTM \| + 0 s \| \| \| 4.º \| Serguéi Shílov \| Gazprom-RusVelo \| + 0 s \| \| \| 5.º \| Juan Sebastián Molano \| UAE Team Emirates \| + 0 s \| \| \| 6.º \| Iuri Filosi \| Delko Marseille Provence \| + 0 s \| \| \| 7.º \| Marco Tizza \| Amore & Vita-Prodir \| + 0 s \| \| \| 8.º \| Vincenzo Albanese \| Bardiani CSF \| + 0 s \| \| \| 9.º \| Damiano Cima \| Nippo-Vini Fantini-Faizanè \| + 0 s \| \| \| 10.º \| Colin Joyce \| Rally UHC Cycling \| + 0 s \| \| |                       |                               |                 |
| |                       |                               |                 |
| Fuente: ProCyclingStats |                       |                               |                 |
| Clasificación de la etapa |                       |                               |                 |
| Ciclista | Ciclista              | Equipo                        | Tiempo          |
| 1.º | Riccardo Stacchiotti  | Giotti Victoria-Palomar       | 3 h 48 min 02 s |
| 2.º | Manuel Belletti       | Androni Giocattoli-Sidermec   | + 0 s           |
| 3.º | Luca Pacioni          | Neri Sottoli-Selle Italia-KTM | + 0 s           |
| 4.º | Serguéi Shílov        | Gazprom-RusVelo               | + 0 s           |
| 5.º | Juan Sebastián Molano | UAE Team Emirates             | + 0 s           |
| 6.º | Iuri Filosi           | Delko Marseille Provence      | + 0 s           |
| 7.º | Marco Tizza           | Amore & Vita-Prodir           | + 0 s           |
| 8.º | Vincenzo Albanese     | Bardiani CSF                  | + 0 s           |
| 9.º | Damiano Cima          | Nippo-Vini Fantini-Faizanè    | + 0 s           |
| 10.º | Colin Joyce           | Rally UHC Cycling             | + 0 s           |

| \| Clasificación general \| Clasificación general \| Clasificación general \| Clasificación general \| Clasificación general \| \| Ciclista \| Ciclista \| Equipo \| Tiempo \| \| \| --------------------- \| --------------------- \| ----------------------------- \| --------------------- \| --------------------- \| \| 1.º \| Riccardo Stacchiotti \| Giotti Victoria-Palomar \| 3 h 47 min 52 s \| \| \| 2.º \| Manuel Belletti \| Androni Giocattoli-Sidermec \| + 4 s \| \| \| 3.º \| Luca Pacioni \| Neri Sottoli-Selle Italia-KTM \| + 6 s \| \| \| 4.º \| Krister Hagen \| Riwal Readynez \| + 7 s \| \| \| 5.º \| Serguéi Shílov \| Gazprom-RusVelo \| + 10 s \| \| \| 6.º \| Juan Sebastián Molano \| UAE Team Emirates \| + 10 s \| \| \| 7.º \| Iuri Filosi \| Delko Marseille Provence \| + 10 s \| \| \| 8.º \| Marco Tizza \| Amore & Vita-Prodir \| + 10 s \| \| \| 9.º \| Vincenzo Albanese \| Bardiani CSF \| + 10 s \| \| \| 10.º \| Damiano Cima \| Nippo-Vini Fantini-Faizanè \| + 10 s \| \| |                       |                               |                 |
| |                       |                               |                 |
| Fuente: ProCyclingStats |                       |                               |                 |
| Clasificación general |                       |                               |                 |
| Ciclista | Ciclista              | Equipo                        | Tiempo          |
| 1.º | Riccardo Stacchiotti  | Giotti Victoria-Palomar       | 3 h 47 min 52 s |
| 2.º | Manuel Belletti       | Androni Giocattoli-Sidermec   | + 4 s           |
| 3.º | Luca Pacioni          | Neri Sottoli-Selle Italia-KTM | + 6 s           |
| 4.º | Krister Hagen         | Riwal Readynez                | + 7 s           |
| 5.º | Serguéi Shílov        | Gazprom-RusVelo               | + 10 s          |
| 6.º | Juan Sebastián Molano | UAE Team Emirates             | + 10 s          |
| 7.º | Iuri Filosi           | Delko Marseille Provence      | + 10 s          |
| 8.º | Marco Tizza           | Amore & Vita-Prodir           | + 10 s          |
| 9.º | Vincenzo Albanese     | Bardiani CSF                  | + 10 s          |
| 10.º | Damiano Cima          | Nippo-Vini Fantini-Faizanè    | + 10 s          |

### 2.ª etapa
| Capo d'Orlando - Palermo | etapa de media montaña | (236 km) |

| \| Clasificación de la etapa \| Clasificación de la etapa \| Clasificación de la etapa \| Clasificación de la etapa \| Clasificación de la etapa \| \| Ciclista \| Ciclista \| Equipo \| Tiempo \| \| \| ------------------------- \| ------------------------- \| ---------------------------- \| ------------------------- \| ------------------------- \| \| 1.º \| Manuel Belletti \| Androni Giocattoli-Sidermec \| 6 h 16 min 16 s \| \| \| 2.º \| Riccardo Stacchiotti \| Giotti Victoria-Palomar \| + 0 s \| \| \| 3.º \| Juan Sebastián Molano \| UAE Team Emirates \| + 0 s \| \| \| 4.º \| Riccardo Minali \| Israel Cycling Academy \| + 0 s \| \| \| 5.º \| Colin Joyce \| Rally UHC Cycling \| + 0 s \| \| \| 6.º \| Serguéi Shílov \| Gazprom-RusVelo \| + 0 s \| \| \| 7.º \| Paolo Totò \| Sangemini-Trevigiani-MG.Kvis \| + 0 s \| \| \| 8.º \| Emanuele Onesti \| Giotti Victoria-Palomar \| + 0 s \| \| \| 9.º \| Marco Tizza \| Amore & Vita-Prodir \| + 0 s \| \| \| 10.º \| Marco Bernardinetti \| Amore & Vita-Prodir \| + 0 s \| \| |                       |                              |                 |
| |                       |                              |                 |
| Fuente: ProCyclingStats |                       |                              |                 |
| Clasificación de la etapa |                       |                              |                 |
| Ciclista | Ciclista              | Equipo                       | Tiempo          |
| 1.º | Manuel Belletti       | Androni Giocattoli-Sidermec  | 6 h 16 min 16 s |
| 2.º | Riccardo Stacchiotti  | Giotti Victoria-Palomar      | + 0 s           |
| 3.º | Juan Sebastián Molano | UAE Team Emirates            | + 0 s           |
| 4.º | Riccardo Minali       | Israel Cycling Academy       | + 0 s           |
| 5.º | Colin Joyce           | Rally UHC Cycling            | + 0 s           |
| 6.º | Serguéi Shílov        | Gazprom-RusVelo              | + 0 s           |
| 7.º | Paolo Totò            | Sangemini-Trevigiani-MG.Kvis | + 0 s           |
| 8.º | Emanuele Onesti       | Giotti Victoria-Palomar      | + 0 s           |
| 9.º | Marco Tizza           | Amore & Vita-Prodir          | + 0 s           |
| 10.º | Marco Bernardinetti   | Amore & Vita-Prodir          | + 0 s           |

| \| Clasificación general \| Clasificación general \| Clasificación general \| Clasificación general \| Clasificación general \| \| Ciclista \| Ciclista \| Equipo \| Tiempo \| \| \| --------------------- \| --------------------- \| ----------------------------- \| --------------------- \| --------------------- \| \| 1.º \| Manuel Belletti \| Androni Giocattoli-Sidermec \| 9 h 47 min 02 s \| \| \| 2.º \| Riccardo Stacchiotti \| Giotti Victoria-Palomar \| + 0 s \| \| \| 3.º \| Juan Sebastián Molano \| UAE Team Emirates \| + 12 s \| \| \| 4.º \| Luca Pacioni \| Neri Sottoli-Selle Italia-KTM \| + 12 s \| \| \| 5.º \| Krister Hagen \| Riwal Readynez \| + 13 s \| \| \| 6.º \| Andreas Kron \| Riwal Readynez \| + 13 s \| \| \| 7.º \| Andrea Toniatti \| Colpack \| + 14 s \| \| \| 8.º \| Viesturs Lukševics \| Amore & Vita-Prodir \| + 15 s \| \| \| 9.º \| Serguéi Shílov \| Gazprom-RusVelo \| + 16 s \| \| \| 10.º \| Colin Joyce \| Rally UHC Cycling \| + 16 s \| \| |                       |                               |                 |
| |                       |                               |                 |
| Fuente: ProCyclingStats |                       |                               |                 |
| Clasificación general |                       |                               |                 |
| Ciclista | Ciclista              | Equipo                        | Tiempo          |
| 1.º | Manuel Belletti       | Androni Giocattoli-Sidermec   | 9 h 47 min 02 s |
| 2.º | Riccardo Stacchiotti  | Giotti Victoria-Palomar       | + 0 s           |
| 3.º | Juan Sebastián Molano | UAE Team Emirates             | + 12 s          |
| 4.º | Luca Pacioni          | Neri Sottoli-Selle Italia-KTM | + 12 s          |
| 5.º | Krister Hagen         | Riwal Readynez                | + 13 s          |
| 6.º | Andreas Kron          | Riwal Readynez                | + 13 s          |
| 7.º | Andrea Toniatti       | Colpack                       | + 14 s          |
| 8.º | Viesturs Lukševics    | Amore & Vita-Prodir           | + 15 s          |
| 9.º | Serguéi Shílov        | Gazprom-RusVelo               | + 16 s          |
| 10.º | Colin Joyce           | Rally UHC Cycling             | + 16 s          |

### 3.ª etapa
| Caltanissetta - Ragusa | etapa de media montaña | (188 km) |

| \| Clasificación de la etapa \| Clasificación de la etapa \| Clasificación de la etapa \| Clasificación de la etapa \| Clasificación de la etapa \| \| Ciclista \| Ciclista \| Equipo \| Tiempo \| \| \| ------------------------- \| ------------------------- \| ----------------------------- \| ------------------------- \| ------------------------- \| \| 1.º \| Brandon McNulty \| Rally UHC Cycling \| 4 h 42 min 28 s \| \| \| 2.º \| Odd Christian Eiking \| Wanty-Gobert \| + 55 s \| \| \| 3.º \| Giovanni Visconti \| Neri Sottoli-Selle Italia-KTM \| + 56 s \| \| \| 4.º \| Federico Zurlo \| Giotti Victoria-Palomar \| + 56 s \| \| \| 5.º \| Paolo Totò \| Sangemini-Trevigiani-MG.Kvis \| + 56 s \| \| \| 6.º \| Matteo Montaguti \| Androni Giocattoli-Sidermec \| + 56 s \| \| \| 7.º \| Jan Polanc \| UAE Team Emirates \| + 56 s \| \| \| 8.º \| Simone Petilli \| UAE Team Emirates \| + 56 s \| \| \| 9.º \| Guillaume Martin \| Wanty-Gobert \| + 56 s \| \| \| 10.º \| Fausto Masnada \| Androni Giocattoli-Sidermec \| + 56 s \| \| |                      |                               |                 |
| |                      |                               |                 |
| Fuente: ProCyclingStats |                      |                               |                 |
| Clasificación de la etapa |                      |                               |                 |
| Ciclista | Ciclista             | Equipo                        | Tiempo          |
| 1.º | Brandon McNulty      | Rally UHC Cycling             | 4 h 42 min 28 s |
| 2.º | Odd Christian Eiking | Wanty-Gobert                  | + 55 s          |
| 3.º | Giovanni Visconti    | Neri Sottoli-Selle Italia-KTM | + 56 s          |
| 4.º | Federico Zurlo       | Giotti Victoria-Palomar       | + 56 s          |
| 5.º | Paolo Totò           | Sangemini-Trevigiani-MG.Kvis  | + 56 s          |
| 6.º | Matteo Montaguti     | Androni Giocattoli-Sidermec   | + 56 s          |
| 7.º | Jan Polanc           | UAE Team Emirates             | + 56 s          |
| 8.º | Simone Petilli       | UAE Team Emirates             | + 56 s          |
| 9.º | Guillaume Martin     | Wanty-Gobert                  | + 56 s          |
| 10.º | Fausto Masnada       | Androni Giocattoli-Sidermec   | + 56 s          |

| \| Clasificación general \| Clasificación general \| Clasificación general \| Clasificación general \| Clasificación general \| \| Ciclista \| Ciclista \| Equipo \| Tiempo \| \| \| --------------------- \| --------------------- \| ----------------------------- \| --------------------- \| --------------------- \| \| 1.º \| Brandon McNulty \| Rally UHC Cycling \| 14 h 29 min 36 s \| \| \| 2.º \| Odd Christian Eiking \| Wanty-Gobert \| + 59 s \| \| \| 3.º \| Giovanni Visconti \| Neri Sottoli-Selle Italia-KTM \| + 1 min 02 s \| \| \| 4.º \| Marco Tizza \| Amore & Vita-Prodir \| + 1 min 06 s \| \| \| 5.º \| Paolo Totò \| Sangemini-Trevigiani-MG.Kvis \| + 1 min 06 s \| \| \| 6.º \| Guillaume Martin \| Wanty-Gobert \| + 1 min 06 s \| \| \| 7.º \| Jan Polanc \| UAE Team Emirates \| + 1 min 06 s \| \| \| 8.º \| Matteo Montaguti \| Androni Giocattoli-Sidermec \| + 1 min 06 s \| \| \| 9.º \| Aleksandr Vlásov \| Gazprom-RusVelo \| + 1 min 06 s \| \| \| 10.º \| Simone Petilli \| UAE Team Emirates \| + 1 min 06 s \| \| |                      |                               |                  |
| |                      |                               |                  |
| Fuente: ProCyclingStats |                      |                               |                  |
| Clasificación general |                      |                               |                  |
| Ciclista | Ciclista             | Equipo                        | Tiempo           |
| 1.º | Brandon McNulty      | Rally UHC Cycling             | 14 h 29 min 36 s |
| 2.º | Odd Christian Eiking | Wanty-Gobert                  | + 59 s           |
| 3.º | Giovanni Visconti    | Neri Sottoli-Selle Italia-KTM | + 1 min 02 s     |
| 4.º | Marco Tizza          | Amore & Vita-Prodir           | + 1 min 06 s     |
| 5.º | Paolo Totò           | Sangemini-Trevigiani-MG.Kvis  | + 1 min 06 s     |
| 6.º | Guillaume Martin     | Wanty-Gobert                  | + 1 min 06 s     |
| 7.º | Jan Polanc           | UAE Team Emirates             | + 1 min 06 s     |
| 8.º | Matteo Montaguti     | Androni Giocattoli-Sidermec   | + 1 min 06 s     |
| 9.º | Aleksandr Vlásov     | Gazprom-RusVelo               | + 1 min 06 s     |
| 10.º | Simone Petilli       | UAE Team Emirates             | + 1 min 06 s     |

### 4.ª etapa
| Giardini-Naxos - Monte Etna | etapa de montaña | (119 km) |

| \| Clasificación de la etapa \| Clasificación de la etapa \| Clasificación de la etapa \| Clasificación de la etapa \| Clasificación de la etapa \| \| Ciclista \| Ciclista \| Equipo \| Tiempo \| \| \| ------------------------- \| ------------------------- \| ----------------------------- \| ------------------------- \| ------------------------- \| \| 1.º \| Guillaume Martin \| Wanty-Gobert \| 3 h 37 min 34 s \| \| \| 2.º \| Fausto Masnada \| Androni Giocattoli-Sidermec \| + 10 s \| \| \| 3.º \| Dayer Quintana \| Neri Sottoli-Selle Italia-KTM \| + 13 s \| \| \| 4.º \| Brandon McNulty \| Rally UHC Cycling \| + 14 s \| \| \| 5.º \| Aleksandr Vlásov \| Gazprom-RusVelo \| + 22 s \| \| \| 6.º \| Giovanni Visconti \| Neri Sottoli-Selle Italia-KTM \| + 36 s \| \| \| 7.º \| Jan Polanc \| UAE Team Emirates \| + 42 s \| \| \| 8.º \| Matteo Badilatti \| Israel Cycling Academy \| + 44 s \| \| \| 9.º \| Michel Ries \| Kometa \| + 56 s \| \| \| 10.º \| Mauro Finetto \| Delko Marseille Provence \| + 1 min 11 s \| \| |                   |                               |                 |
| |                   |                               |                 |
| Fuente: ProCyclingStats |                   |                               |                 |
| Clasificación de la etapa |                   |                               |                 |
| Ciclista | Ciclista          | Equipo                        | Tiempo          |
| 1.º | Guillaume Martin  | Wanty-Gobert                  | 3 h 37 min 34 s |
| 2.º | Fausto Masnada    | Androni Giocattoli-Sidermec   | + 10 s          |
| 3.º | Dayer Quintana    | Neri Sottoli-Selle Italia-KTM | + 13 s          |
| 4.º | Brandon McNulty   | Rally UHC Cycling             | + 14 s          |
| 5.º | Aleksandr Vlásov  | Gazprom-RusVelo               | + 22 s          |
| 6.º | Giovanni Visconti | Neri Sottoli-Selle Italia-KTM | + 36 s          |
| 7.º | Jan Polanc        | UAE Team Emirates             | + 42 s          |
| 8.º | Matteo Badilatti  | Israel Cycling Academy        | + 44 s          |
| 9.º | Michel Ries       | Kometa                        | + 56 s          |
| 10.º | Mauro Finetto     | Delko Marseille Provence      | + 1 min 11 s    |

## Clasificaciones finales
- Las clasificaciones finalizaron de la siguiente forma:[4]

### Clasificación general
| \| Clasificación general \| Clasificación general \| Clasificación general \| Clasificación general \| Clasificación general \| \| Ciclista \| Ciclista \| Equipo \| Tiempo \| \| \| --------------------- \| --------------------- \| ----------------------------- \| --------------------- \| --------------------- \| \| 1.º \| Brandon McNulty \| Rally UHC Cycling \| 18 h 07 min 24 s \| \| \| 2.º \| Guillaume Martin \| Wanty-Gobert \| + 42 s \| \| \| 3.º \| Fausto Masnada \| Androni Giocattoli-Sidermec \| + 56 s \| \| \| 4.º \| Aleksandr Vlásov \| Gazprom-RusVelo \| + 1 min 11 s \| \| \| 5.º \| Giovanni Visconti \| Neri Sottoli-Selle Italia-KTM \| + 1 min 24 s \| \| \| 6.º \| Jan Polanc \| UAE Team Emirates \| + 1 min 34 s \| \| \| 7.º \| Dayer Quintana \| Neri Sottoli-Selle Italia-KTM \| + 2 min 02 s \| \| \| 8.º \| Mauro Finetto \| Delko Marseille Provence \| + 2 min 03 s \| \| \| 9.º \| Michel Ries \| Kometa \| + 2 min 11 s \| \| \| 10.º \| Simone Petilli \| UAE Team Emirates \| + 2 min 16 s \| \| |                   |                               |                  |
| |                   |                               |                  |
| Fuente: ProCyclingStats |                   |                               |                  |
| Clasificación general |                   |                               |                  |
| Ciclista | Ciclista          | Equipo                        | Tiempo           |
| 1.º | Brandon McNulty   | Rally UHC Cycling             | 18 h 07 min 24 s |
| 2.º | Guillaume Martin  | Wanty-Gobert                  | + 42 s           |
| 3.º | Fausto Masnada    | Androni Giocattoli-Sidermec   | + 56 s           |
| 4.º | Aleksandr Vlásov  | Gazprom-RusVelo               | + 1 min 11 s     |
| 5.º | Giovanni Visconti | Neri Sottoli-Selle Italia-KTM | + 1 min 24 s     |
| 6.º | Jan Polanc        | UAE Team Emirates             | + 1 min 34 s     |
| 7.º | Dayer Quintana    | Neri Sottoli-Selle Italia-KTM | + 2 min 02 s     |
| 8.º | Mauro Finetto     | Delko Marseille Provence      | + 2 min 03 s     |
| 9.º | Michel Ries       | Kometa                        | + 2 min 11 s     |
| 10.º | Simone Petilli    | UAE Team Emirates             | + 2 min 16 s     |

### Clasificación de la montaña
| Clasificación de la montaña | Clasificación de la montaña | Clasificación de la montaña   | Clasificación de la montaña | Clasificación de la montaña |
| Ciclista                    | Ciclista                    | Equipo                        | Puntos                      |                             |
| --------------------------- | --------------------------- | ----------------------------- | --------------------------- | --------------------------- |
| 1.º                         | Fausto Masnada              | Androni Giocattoli-Sidermec   | 27 pts                      |                             |
| 2.º                         | Guillaume Martin            | Wanty-Gobert                  | 20 pts                      |                             |
| 3.º                         | Brandon McNulty             | Rally UHC Cycling             | 12 pts                      |                             |
| 4.º                         | Aleksandr Vlásov            | Gazprom-RusVelo               | 12 pts                      |                             |
| 5.º                         | Simone Petilli              | UAE Team Emirates             | 10 pts                      |                             |
| 6.º                         | Dayer Quintana              | Neri Sottoli-Selle Italia-KTM | 9 pts                       |                             |
| 7.º                         | Fabien Doubey               | Wanty-Gobert                  | 5 pts                       |                             |
| 8.º                         | Isaac Cantón                | Kometa                        | 5 pts                       |                             |
| 9.º                         | Diego Pablo Sevilla         | Kometa                        | 5 pts                       |                             |
| 10.º                        | Giovanni Visconti           | Neri Sottoli-Selle Italia-KTM | 3 pts                       |                             |

### Clasificación por puntos
| Clasificación por puntos | Clasificación por puntos | Clasificación por puntos      | Clasificación por puntos | Clasificación por puntos |
| Ciclista                 | Ciclista                 | Equipo                        | Puntos                   |                          |
| ------------------------ | ------------------------ | ----------------------------- | ------------------------ | ------------------------ |
| 1.º                      | Manuel Belletti          | Androni Giocattoli-Sidermec   | 25 pts                   |                          |
| 2.º                      | Brandon McNulty          | Rally UHC Cycling             | 19 pts                   |                          |
| 3.º                      | Guillaume Martin         | Wanty-Gobert                  | 14 pts                   |                          |
| 4.º                      | Giovanni Visconti        | Neri Sottoli-Selle Italia-KTM | 13 pts                   |                          |
| 5.º                      | Serguéi Shílov           | Gazprom-RusVelo               | 12 pts                   |                          |
| 6.º                      | Aleksandr Vlásov         | Gazprom-RusVelo               | 11 pts                   |                          |
| 7.º                      | Fausto Masnada           | Androni Giocattoli-Sidermec   | 11 pts                   |                          |
| 8.º                      | Odd Christian Eiking     | Wanty-Gobert                  | 10 pts                   |                          |
| 9.º                      | Paolo Totò               | Sangemini-Trevigiani-MG.Kvis  | 10 pts                   |                          |
| 10.º                     | Colin Joyce              | Rally UHC Cycling             | 9 pts                    |                          |

### Clasificación de los jóvenes
| Clasificación del mejor joven | Clasificación del mejor joven | Clasificación del mejor joven    | Clasificación del mejor joven | Clasificación del mejor joven |
| Ciclista                      | Ciclista                      | Equipo                           | Tiempo                        |                               |
| ----------------------------- | ----------------------------- | -------------------------------- | ----------------------------- | ----------------------------- |
| 1.º                           | Brandon McNulty               | Rally UHC Cycling                | 18 h 07 min 24 s              |                               |
| 2.º                           | Aleksandr Vlásov              | Gazprom-RusVelo                  | + 1 min 11 s                  |                               |
| 3.º                           | Diego Pablo Sevilla           | Kometa                           | + 2 min 11 s                  |                               |
| 4.º                           | Odd Christian Eiking          | Wanty-Gobert                     | + 3 min 25 s                  |                               |
| 5.º                           | Juan Pedro López              | Kometa                           | + 3 min 36 s                  |                               |
| 6.º                           | Alejandro Osorio              | Nippo-Vini Fantini-Faizanè       | + 3 min 58 s                  |                               |
| 7.º                           | Simone Velasco                | Neri Sottoli-Selle Italia-KTM    | + 4 min 08 s                  |                               |
| 8.º                           | Federico Zurlo                | Giotti Victoria-Palomar          | + 5 min 02 s                  |                               |
| 9.º                           | Jonathan Cañaveral            | Coldeportes Bicicletas Strongman | + 5 min 11 s                  |                               |
| 10.º                          | Stefano Oldani                | Kometa                           | + 6 min 24 s                  |                               |

## Evolución de las clasificaciones
| Etapa                   | Vencedor                | Clasificación general | Clasificación de la montaña | Clasificación de los puntos | Clasificación de los jóvenes |
| ----------------------- | ----------------------- | --------------------- | --------------------------- | --------------------------- | ---------------------------- |
| 1.ª                     | Riccardo Stacchiotti    | Riccardo Stacchiotti  | Isaac Cantón                | Riccardo Stacchiotti        | Juan Sebastián Molano        |
| 2.ª                     | Manuel Belletti         | Manuel Belletti       | Isaac Cantón                | Manuel Belletti             | Juan Sebastián Molano        |
| 3.ª                     | Brandon McNulty         | Brandon McNulty       | Fausto Masnada              | Manuel Belletti             | Brandon McNulty              |
| 4.ª                     | Guillaume Martin        | Brandon McNulty       | Fausto Masnada              | Manuel Belletti             | Brandon McNulty              |
| Clasificaciones finales | Clasificaciones finales | Brandon McNulty       | Fausto Masnada              | Manuel Belletti             | Brandon McNulty              |

## UCI World Ranking
El Giro de Sicilia otorgó puntos para el UCI World Ranking para corredores de los equipos en las categorías UCI WorldTeam, Profesional Continental y Equipos Continentales. Las siguientes tablas muestran el baremo de puntuación y los 10 corredores que obtuvieron más puntos:
| Posición              | 1.º | 2.º | 3.º | 4.º | 5.º | 6.º | 7.º | 8.º | 9.º | 10.º | 11.º | 12.º | 13.º-15.º | 16.º-25.º |
| Clasificación general | 125 | 85  | 70  | 60  | 50  | 40  | 35  | 30  | 25  | 20   | 15   | 10   | 5         | 3         |
| Por etapa             | 14  | 5   | 3   |     |     |     |     |     |     |      |      |      |           |           |
| Líder                 | 3   |     |     |     |     |     |     |     |     |      |      |      |           |           |

| Clasificación |                   |                               |         |       |       |       |
| Posición      | Ciclista          | Equipo                        | General | Etapa | Líder | Total |
| ------------- | ----------------- | ----------------------------- | ------- | ----- | ----- | ----- |
| 1.º           | Brandon McNulty   | Rally UHC                     | 125     | 14    | 3     | 142   |
| 2.º           | Guillaume Martin  | Wanty-Gobert                  | 85      | 14    | -     | 99    |
| 3.º           | Fausto Masnada    | Androni Giocattoli-Sidermec   | 70      | 5     | -     | 75    |
| 4.º           | Aleksandr Vlasov  | Gazprom-RusVelo               | 60      | -     | -     | 60    |
| 5.º           | Giovanni Visconti | Neri Sottoli-Selle Italia-KTM | 50      | 3     | -     | 53    |
| 6.º           | Jan Polanc        | UAE Emirates                  | 40      | -     | -     | 40    |
| 7.º           | Dayer Quintana    | Neri Sottoli-Selle Italia-KTM | 35      | 3     | -     | 38    |
| 8.º           | Mauro Finetto     | Delko Marseille Provence      | 30      | -     | -     | 30    |
| 9.º           | Michel Ries       | Kometa                        | 25      | -     | -     | 25    |
| 10.º          | Manuel Belletti   | Androni Giocattoli-Sidermec   | -       | 19    | 3     | 22    |